# Charles Baird (ingeniero)

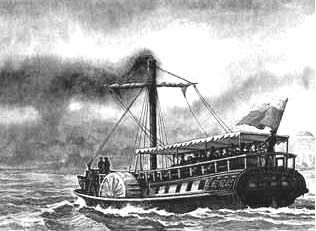
Elizaveta, el primer buque de vapor construido en Rusia

Charles Baird (20 de diciembre de 1766 - 10 de diciembre de 1843) fue un ingeniero británico nacido en Escocia, que desempeñó un papel importante en la vida industrial y empresarial del San Petersburgo del siglo XIX. Su empresa se especializó en maquinaria impulsada por vapor y fue responsable del primer barco de vapor de Rusia.

## Semblanza
Baird nació en 1766 en Westerton, (Bothkennar, Stirlingshire), en una granja propiedad de la familia Gascoigne. Fue uno de los nueve hijos de Nicol Baird, quien posteriormente ejercería como cobrador de peaje y como superintendente de obras para el Canal de Forth y Clyde. Originalmente fue bautizado como Gascoigne Baird en enero de 1767. Su hermano menor, Hugh Baird, también se convirtió en ingeniero. Charles Baird comenzó su vida laboral en 1782 como aprendiz en la Carron Company, una empresa metalúrgica dedicada a la producción de barcos situada cerca de Falkirk.
A la edad de 19 años tenía un puesto de supervisor en el departamento de armas, y en 1786 acompañó a Charles Gascoigne (un hijo del propietario de la Carron Company) a Rusia para establecer la fábrica de armas de Aleksandrovsk en Petrozavodsk, y una fundición de balas de cañón en Kronstadt. Gascoigne había sido invitado a Rusia por Samuel Greig, un escocés que era almirante en la Armada rusa.
Gascoigne Baird llegó a ser conocido como Charles Baird, quizás para evitar confusiones con Charles Gascoigne, y las autoridades eclesiásticas de Escocia sancionaron oficialmente su cambio de nombre a Charles Baird en febrero de 1792. Ese mismo año, Baird se asoció con Francis Morgan, con cuya hija Sophia se había casado en junio de 1794. Su negocio en San Petersburgo se conoció como Baird Works (en ruso: Завод Берда) y se especializó en maáquinas de vapor. Suministró maquinaria para las fábricas de vidrio y el arsenal imperiales así como para la casa de moneda, y llevó a cabo una serie de proyectos, desde la construcción de puentes hasta la metalistería ornamental. También tenía una refinería de azúcar en la que se empleaba su propio método innovador de refinación.
Baird Works fue responsable del Elizaveta, el primer barco de vapor de Rusia, botado en 1815. Este comienzo temprano le permitió ejercer un monopolio de diez años en las rutas de barcos de vapor desde San Petersburgo, incluida la ruta del Elizaveta a Kronstadt, y sus buques tenían su propio muelle. El periódico The St. Petersburg Times publicó en 2002 que "Baird contribuyó a crear un gran emporio industrial junto al río río Nevá que hoy se conoce como "Admiralteiskiye Verfi", la empresa de construcción naval". También suministró la estructura de hierro de varios puentes, incluido el primer puente de arco de fundición de hierro construido en Rusia (1805) y, desde la década de 1820, los puentes colgantes diseñados por Wilhelm von Traitteur, como el puente de la Oficina de Correos sobre el río Moika. La empresa también trabajó con el arquitecto Auguste de Montferrand en la Columna de Alejandro y en la Catedral de San Isaac, y fue responsable de los aspectos técnicos del diseño de la cúpula de la catedral.
El negocio empleaba a numerosos artesanos rusos, algunos de ellos extremadamente hábiles en la metalurgia ornamental fina, según el relato de James Nasmyth. Baird trajo a otros ingenieros de Escocia para que trabajaran con él: su hijo Francis y su sobrino William Handyside hicieron contribuciones importantes, y Francis se hizo cargo de Baird Works después de la muerte de su padre. Handyside tomó la iniciativa en el trabajo de la empresa con Montferrand, y otro sobrino, Nicol Hugh Baird, que pasó unos años en San Petersburgo, y que más adelante se convertiría en un destacado ingeniero canadiense. Otros de los hermanos Handyside acudieron a trabajar a Rusia, incluido Andrew Handyside. El hermano menor de Charles, Hugh Baird, fue el diseñador del Canal Unión entre Edimburgo y Glasgow.
Charles Baird era conocido por sus habilidades comerciales, así como por su capacidad técnica, y sus logros fueron reconocidos tanto en Gran Bretaña como en Rusia. En 1841 fue elegido miembro de la Institución de Ingenieros Civiles, y los muchos honores que recibió lo llevaron al título de Caballero de San Vladimiro. Murió el 10 de diciembre de 1843 y está enterrado en el cementerio luterano de Smolensk.

## Lecturas relacionadas
- Memoir of the late Charles Baird, esq., of St Petersburg, and of his son, the late Francis Baird, esq., of St. Petersburg and 4, Queens Gate, London (London, 1867)]
- Russian Iron Bridges to 1850 (Newcomen Society 1982)